# Saxifraga poluniniana
Saxifraga poluniniana är en stenbräckeväxtart som beskrevs av H. Sm.. Saxifraga poluniniana ingår i Bräckesläktet som ingår i familjen stenbräckeväxter. Utöver nominatformen finns också underarten S. p. mucronata.